# زود گمشید بیرون!
زود گمشید بیرون! (انگلیسی: Scram!) یک فیلم کوتاه کمدی با هنرنمایی لورل و هاردی است که در سال ۱۹۳۲ منتشر شد.

## بازیگران
- استن لورل
- اولیور هاردی
- ریچارد کریمر
- آرتور هاوسمن
- ویوین اوکلند
- ویلسون بنج